# Hilary Page
Pour les articles homonymes, voir Page.
Hilary « Harry » Fisher Page (né le 20 août 1904, mort le 24 juin 1957) est un fabricant de jouets anglais et l'inventeur des briques de construction autobloquantes, le prédécesseur des briques Lego. Il a fondé la société de jouets Kiddicraft.

## Jeunesse
Hilary « Harry » Fisher Page nait le 20 août 1904 à Sanderstead en Angleterre. Il est le premier enfant de Samuel Fisher et Lillian Maude Page. Enfant, il fabrique ses propres jouets en bois et invente des jeux, soutenu par son père qui travaille dans le commerce du bois.
Il fait ses études à la Shrewsbury School de 1918 à 1923, où il commence à montrer ses talents d'entrepreneur. Intéressé par la photographie, il crée pour les autres étudiants, une entreprise qui développe des photos. Après ses études, il travaille dans le commerce du bois, comme son père, pendant plusieurs années. En 1929, il épouse Norah Harris, une amie de longue date de la famille. La fille unique du couple nait en 1932,. Avec sa deuxième épouse Oreline, il adopte des jumelles en 1946.

## Kiddicraft

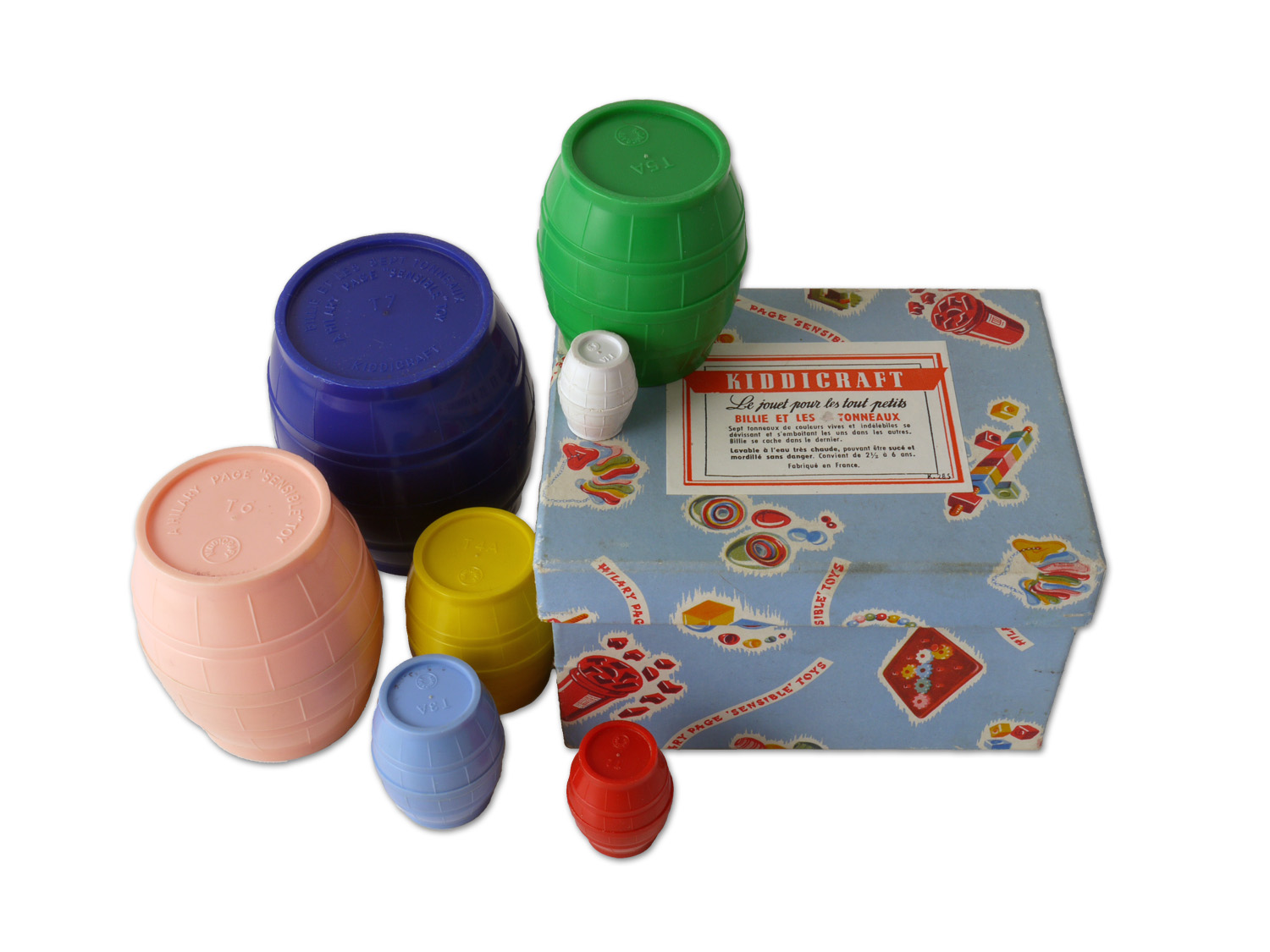
Jouets en plastique Kiddicraft.

Hilary Page, avec plusieurs partenaires, décide de se lancer dans le commerce du jouet en 1932. Ses partenaires ont ouvert un petit magasin de jouets appelé Kiddicraft sur Godstone Road à Purley, Surrey. Au départ, Page importe des jouets en bois de Russie, mais ensuite place ses propres créations. Il n'est pas satisfait d'utiliser le bois comme matériau pour les jouets pour enfants et est l'un des premiers défenseurs du plastique comme alternative sûre et hygiénique.
En 1936, il commence à fabriquer des jouets Kiddicraft Sensible en utilisant une nouvelle technologie de moulage par injection. En 1937, ils sont vendus sous la marque Bri-Plax par une nouvelle société, British Plastic Toys Ltd. Parmi eux se trouve un Interlocking Building Cube, pour lequel Pager obtient un brevet britannique en 1940,,.

## La brique de construction autobloquante

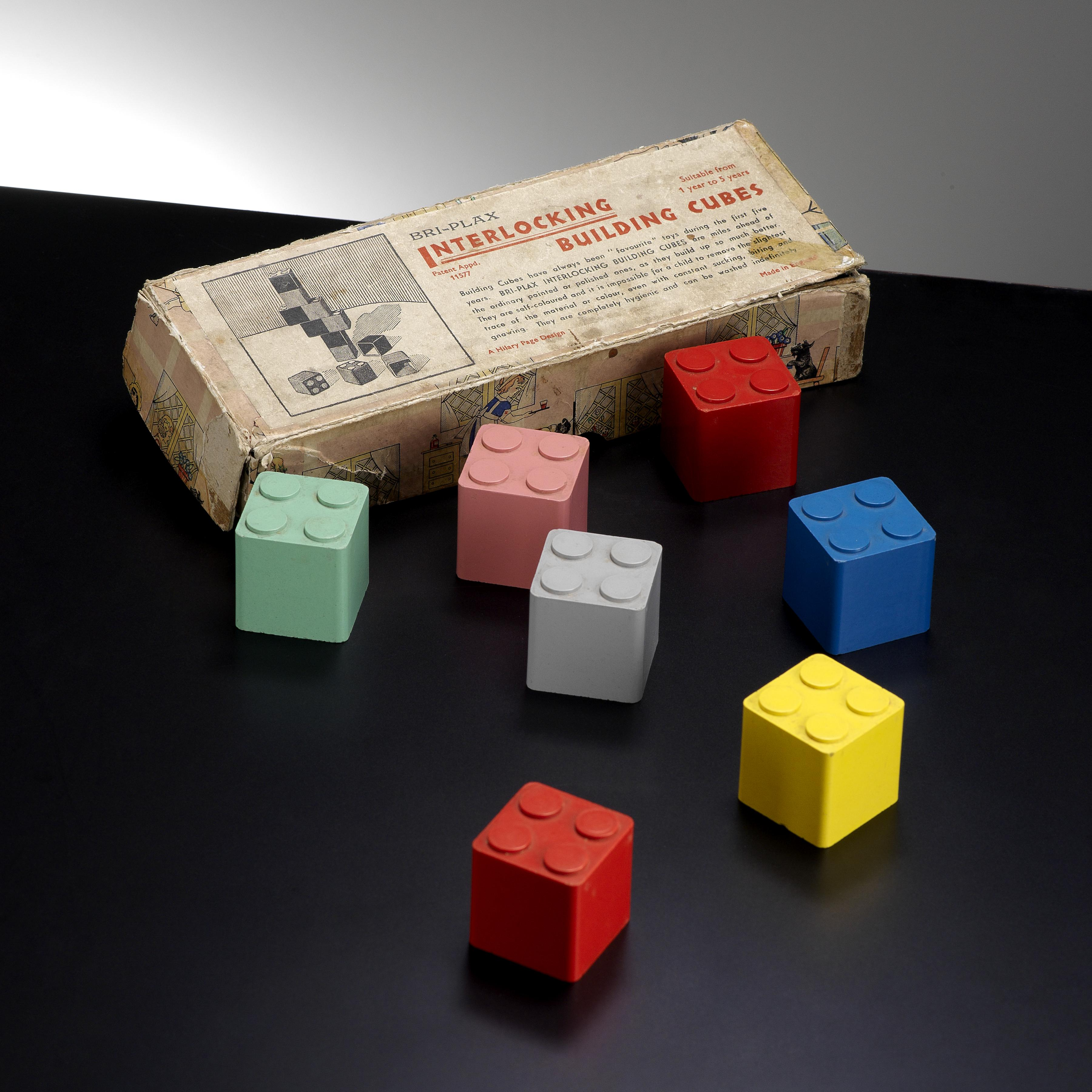
Cubes de construction emboîtables Bri-Plax, 1939.

Après la Seconde Guerre mondiale, Page conçoit et produit les briques de construction autobloquantes Kiddicraft qui ont été décrites comme le « LEGO original ». Il s'agit de versions plus petites et plus raffinées du Interlocking Building Cube. Les briques peuvent être empilées les unes sur les autres et sont maintenues en place par des goujons sur le dessus. Elles comportent également des fentes sur le côté qui permettent d'insérer des portes, des fenêtres ou des cartes en forme de panneaux. Page brevète la conception de base, une brique cloutée 2 × 4, en 1947, suivi par des brevets pour les fentes latérales (1949) et la plaque de base (1952), des conceptions présentées dans des expositions au Brighton Toy and Model Museum.
Les ensembles de briques de construction autobloquantes Kiddicraft sont commercialisés pour la première fois en 1947. Pour leur promotion, Hilary Page et sa famille construisent de grands modèles pour la foire du jouet d'Earl's Court de 1947. Le V&A Museum of Childhood de Londres classe les briques parmi les « must-have toys » (« jouets incontournables ») des années 1940.

## Copie de LEGO
Ole Kirk Christiansen et son fils Godtfred découvrent la brique Kiddicraft après avoir examiné un échantillon, et peut-être des dessins, qui leur ont été donnés par le fournisseur britannique de la première machine de moulage par injection qu'ils ont achetée. Réalisant leur potentiel, Ole modifie la brique Kiddicraft et en 1949, commercialise sa propre version, The Automatic Binding Brick, qui devient la brique Lego en 1953,.
Hilary Page n'en aurait jamais été informé selon sa famille. La société Lego fondée par Ole Christiansen se déploie en Europe occidentale ; British Lego Ltd. est créée à la fin de 1959 et les premiers kits sont vendus l'année suivante. Lego acquiert finalement les droits résiduels sur les conceptions de briques Kiddicraft en 1981. Dans le cadre d'un règlement à l'amiable, Lego verse 45 000 £ au Royaume-Uni aux nouveaux propriétaires de la société de Page, Hestair-Kiddicraft.
LEGO reconnaît Kiddicraft être à l'origine de ses briques sur son site Web d'histoire et raconte une version différente de la façon dont les choses se sont passées. Ils disent qu'ils ont contacté Kiddicraft à la fin des années 1950 pour leur demander s'ils s'opposeraient à la brique LEGO, et que Kiddicraft ne l'a pas fait.

## Ouvrage
Après avoir fondé Kiddicraft, Hilary Page passe plusieurs années à étudier les jeux de la petite enfance. Il mène des recherches en passant du temps à jouer avec des enfants dans diverses écoles maternelles pour découvrir leurs intérêts. Cette recherche aboutit en 1938 à la publication de son livre intitulé Playtime in the First Five Years.

## Décès et reconnaissance posthume
Perturbé par les pressions sur l'entreprise et craignant son effondrement, Hilary Page se suicide le 24 juin 1957. En 1987, sa veuve déclare : « Il est mort avant que Lego ne sorte le produit en Grande-Bretagne. Il ne le savait pas. »
Il est reconnu comme un innovateur dans l'éducation des enfants et la conception de jouets en 2007 avec un Lifetime Achievement Award de la British Toy and Hobby Association.